# Rachecourt-Suzémont
Rachecourt-Suzémont – miejscowość i gmina we Francji, w regionie Grand Est, w departamencie Górna Marna.
Według danych na rok 1990 gminę zamieszkiwało 95 osób, a gęstość zaludnienia wynosiła 27 osób/km².